# Jean-Charles Alphand

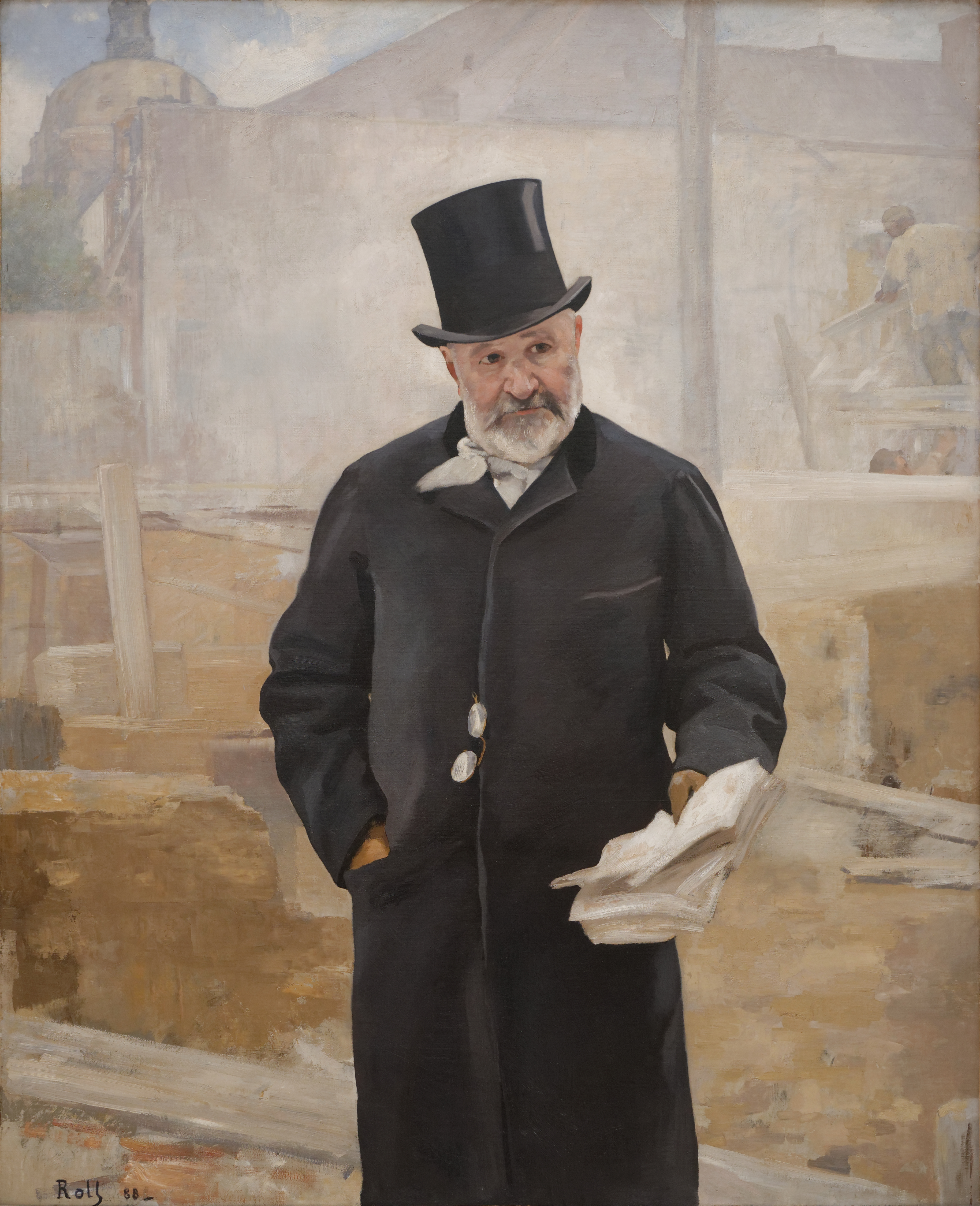
Alfred Philippe Roll, Porträt von Jean-Charles Alphand, Petit Palais

Jean-Charles Alphand (* 26. Oktober 1817 in Grenoble; † 6. Dezember 1891 in Paris), auch Jean-Charles-Adolphe Alphand genannt, war ein französischer Ingenieur der „Ponts et Chaussées“ (Hoch- und Tiefbauamt), Stadtplaner und Gartengestalter.

## Leben
Er war maßgeblich beteiligt an der umwälzenden Stadtsanierung von Paris, die auf Wunsch des Kaisers Napoléon III. unter Leitung von Georges-Eugène Haussmann, dem damaligen Präfekten des Départements Seine, zwischen 1852 und 1870 durchgeführt wurde. Ebenfalls an diesem Projekt beteiligt waren der Architekt Gabriel Davioud, der Ingenieur Eugène Belgrand (1810–1878) und der Landschaftsarchitekt Jean-Pierre Barillet-Deschamps (1824–1873). Nachdem Haussmann zu Beginn des Jahres 1870 seines Amtes enthoben worden war, wurde Alphand mit der Leitung der Arbeiten betraut und konnte folglich – mit Belgrands Unterstützung – das Werk Haussmanns fortsetzen. Nach dem Tod von Belgrand (1878) übernahm er auch die Leitung des „Service des Eaux“ (Dienststellen der Wasserwerke).
Jean-Charles Alphand starb 1891 in Paris, im gleichen Jahr wie der Baron Haussmann. Sein Grab auf dem Pariser Père-Lachaise-Friedhof ziert eine Büste (1891) von Jules Coutan (1848–1939).
Er wurde durch die Verleihung des Ordens der Ehrenlegion geehrt und durch ein eindrucksvolles Denkmal (1898), das von Jean-Camille Formigé und Aimé-Jules Dalou geschaffen und an der Avenue Foch in Paris aufgestellt wurde, die in den von Alphand angelegten Stadtwald Bois de Boulogne führt.

## Werkauswahl
Abgesehen von der Gestaltung der nachstehend genannten Plätze, Promenaden, Parks und Stadtwälder wirkte Alphand an den Befestigungsanlagen von Paris sowie an den Vorbereitungsarbeiten und der Durchführung der Pariser Weltausstellungen von 1878 und 1889.

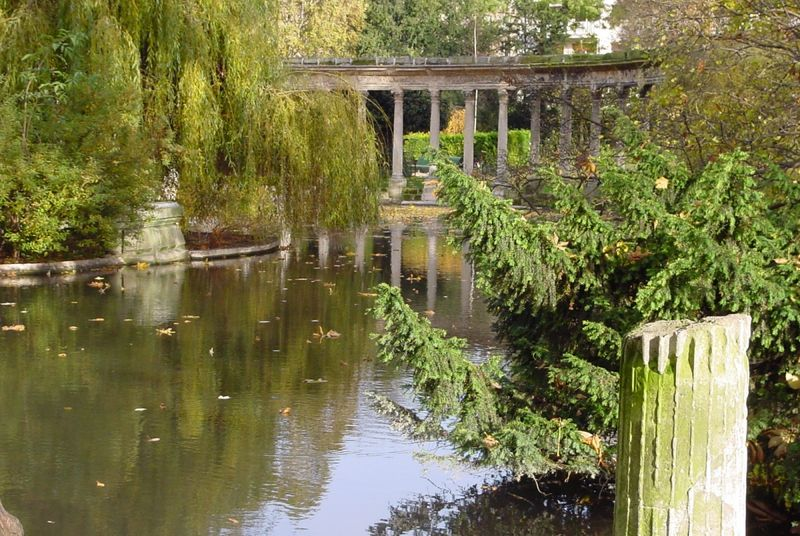
Naumachie im Parc Monceau

- Bois de Boulogne, Stadtwald in Paris
- Bois de Vincennes (1857–1860), Stadtwald in Paris
- Boulevard Richard-Lenoir (1857), bepflanzte Promenade über dem Canal Saint-Martin
- Jardin der Avenue des Champs-Élysées (1859), Garten in Paris, der bereits 1838 von Jakob Ignaz Hittorff mit verschiedenen Pavillons ausgeschmückt worden war
- Parc Monceau (1861), Stadtpark in Paris
- Avenue de l’Observatoire (1866), Promenade in Paris
- Parc des Buttes-Chaumont (1866–1867), Stadtpark in Paris
- Square du Temple (1867), begrünter Platz in Paris
- Parc Montsouris (1867–1878), Stadtpark in Paris
- Jardins du Trocadéro (1878), Botanische Gärten für die Weltausstellung in Paris
- Square des Batignolles, 1862, Park im 17. Arrondissement von Paris
- Boulevard des Pyrénées, Pau (Planung)
- Befestigungsanlagen Paris